# Градска палата (Ивреа)
Градската палата (на италиански: Palazzo di Città, Палацо ди Читà) е историческа общинска сграда в град Иврея, Пиемонт, Северна Италия.

## История
Мястото, където днес се намира Палатата, преди това е било заето от Болница „Де Бурго“, разпусната около 1750 г.
Изграждането на новото кметство на Ивреа е постановено на 14 март 1741 г., като предишното седалище е оценено като „много старо и тясно, така че може да се използва само за консулски конгрегации и за архива“. Задачата вероятно е била поверена на инж. и арх. Пиетро Феличе Брускети, въпреки че други източници приписват проекта на сградата на инж. Джовани Батиста Бора.
Работите започват на 3 юли 1758 г. и завършват през 1761 г.
Между януари и декември 2013 г. сградата претърпява реставрация на главната фасада и на фоайето.

## Описание
Сградата гледа към едноименния Градски площад (официално познат с името „Феручо Национале“) и е основен фон в рамките на церемонията на Историческия карнавал на Ивреа.

## Галерия с изображения
- Вратата на сградата
- Зимен изглед
- Балконът на сградата
- Позлатена зала